# Moviola

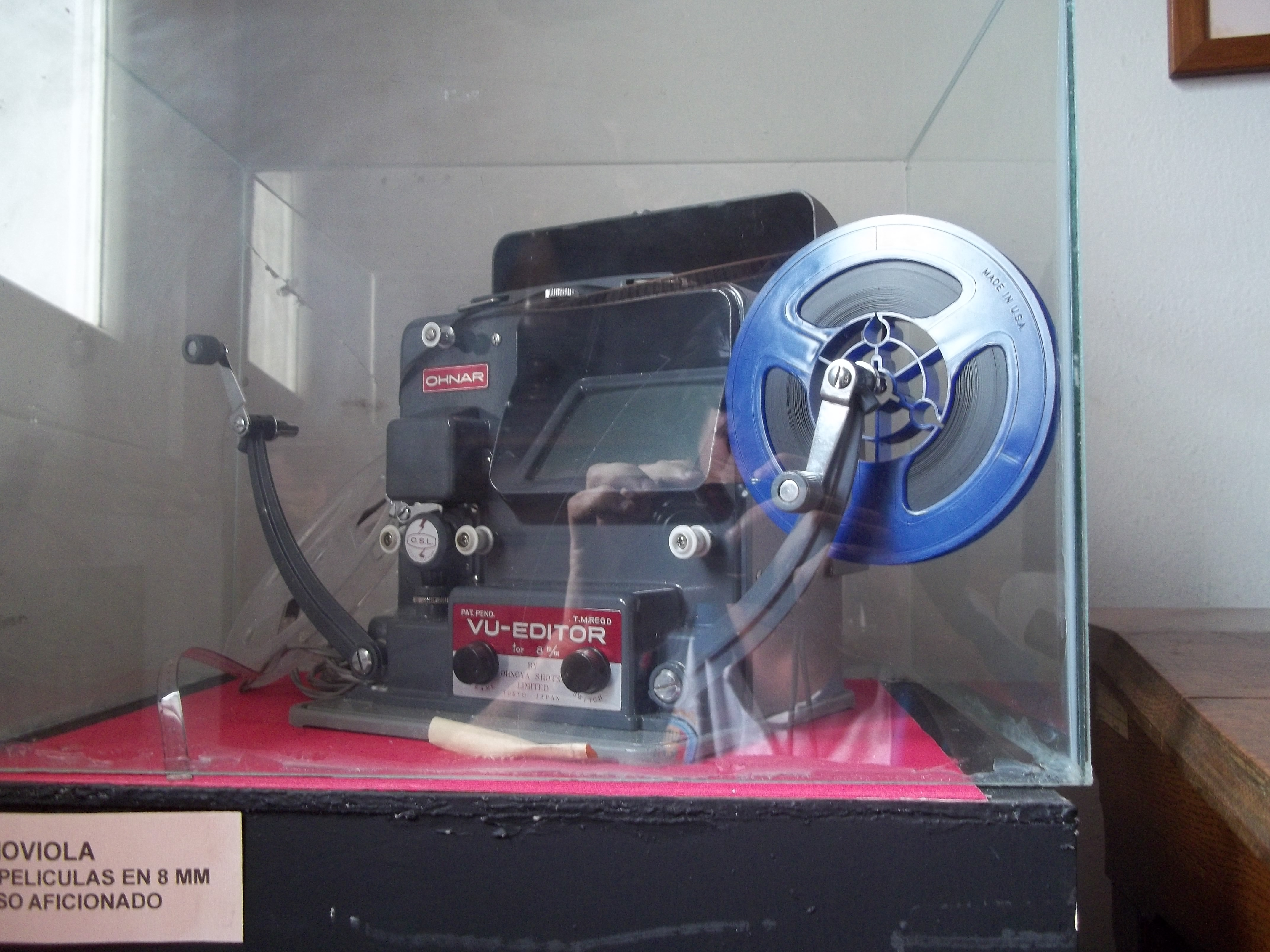
Moviola para películas de 8 mm

La moviola fue la primera máquina ideada específicamente para la edición de películas cinematográficas, siendo inventada por Iwan Serrurier en 1917. La empresa Moviola todavía existe, y está ubicada en Hollywood, donde parte de sus instalaciones se encuentran en la ubicación original de la fábrica.
En español, el término procede de la voz original inglesa, y fue adoptado en el Diccionario de la Real Academia en 1984.

## Historia

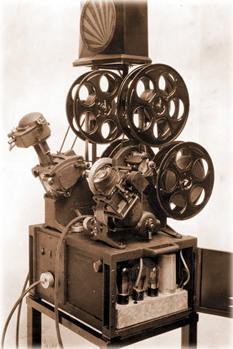
Una de las primeras máquinas de edición de películas, fabricada por la compañía Moviola en los Estados Unidos

Su nombre deriva de Victrola, un gramófono fabricado por la compañía Victor en los Estados Unidos. En un principio, se trataba de un dispositivo para visualizar películas de cine en casa, pero en 1924 Serrurier vendió su primera máquina de edición a los Estudios Douglas Fairbanks. A partir de ese momento, los diversos estudios de cine de la época en Estados Unidos fueron adquiriendo moviolas. El término moviola pasó a ser utilizado genéricamente para referirse a las máquinas de montaje.
Con la llegada del sonido la moviola evolucionó para permitir al editor ver y escuchar simultáneamente la banda sonora registrada durante el rodaje. El sistema de arrastre de la película activa sincrónicamente el de la cinta de sonido, pero también se pueden controlar de manera independiente, con tal de avanzar o retrasar el sonido respecto a la imagen o viceversa. De esta manera el montaje con la moviola se hace de manera casi definitiva, exceptuando los casos en los que se requiera de algún tratamiento de la película en el laboratorio. Por otra parte, la edición del sonido finaliza en una sala especial de montaje, aunque la fase de sincronismo se realice mediante la moviola.

## Componentes
- Rueda dentada de sincronismo de la imagen.
- Rueda dentada de sincronismo del sonido.
- Lector o reproductor del sonido óptico o magnético.
- Ventanilla de proyección (dónde se sitúa la película que se reproduce).
- Pantalla.
- Sistema de amplificación y reproducción de sonido.
- Controlador general y controlador de tiempo.

## Funcionamiento
El sistema de arrastre de las primeras moviolas consistía en un mecanismo denominado cruz de Malta, un dispositivo utilizado en los proyectores profesionales que traslada cada fotograma a la parte delantera de la ventanilla de forma intermitente. Una clavija engrana con las aberturas de la cruz, actuando así de eje y haciendo que la película rote noventa grados y que los fotogramas avancen paso a paso.

## Evolución
A finales de los años 1920 el ingeniero italiano Attilio Prevost, construyó y produjo la primera mesa para la edición de películas con un plano de trabajo horizontal y movimiento continuo de la película, que utilizaba un sistema de compensación óptico para la proyección patentado por él mismo. Este mecanismo permitía que la película se moviera de forma continua en lugar de espaciadamente (como sucedía con el mecanismo clásico utilizado hasta entonces, denominado "cruz de malta"), y a pesar de su nitidez ligeramente menor, redujo el ruido y permitió ver la película hasta a diez veces su velocidad nominal, reduciendo además el desgaste de la misma.
Esta nueva y revolucionaria mesa de ensamblaje horizontal, mucho más práctica que la Moviola vertical americana, fue inmediatamente preferida por la mayoría de los editores y se convirtió en el estándar europeo.

## Montaje electrónico
Hasta los años 1990 se siguieron montando las películas mecánicamente, pero a partir del año 2000 se hizo cada vez más frecuente el sistema de montaje digital mediante el ordenador. La película ya filmada es revelada en el laboratorio y se copia en un ordenador o disco duro a través de una digitalización. Cada fotograma de la película recibe un número específico o dirección en una base de datos. Una vez que la secuencia esté correctamente montada el programa imprimirá una lista de decisiones (Edit Decision List). 
Las principales ventajas respecto a la moviola consisten en que es mucho más rápido a la hora de trabajar, se necesitan menos ayudantes, con lo cual se ahorra dinero, facilita el acceso al material ya que está todo dentro de la memoria del ordenador, la película no sufre ningún tipo de daño, es más silencioso, hay más posibilidades a la hora de manipular el sonido y se pueden integrar efectos especiales electrónicos.
No obstante este proceso presenta una serie de desventajas respecto a la moviola como que la cantidad de memoria es limitada, se trata de dispositivos de un alto coste económico o que la calidad de la imagen no es óptima.